# Vero Beach

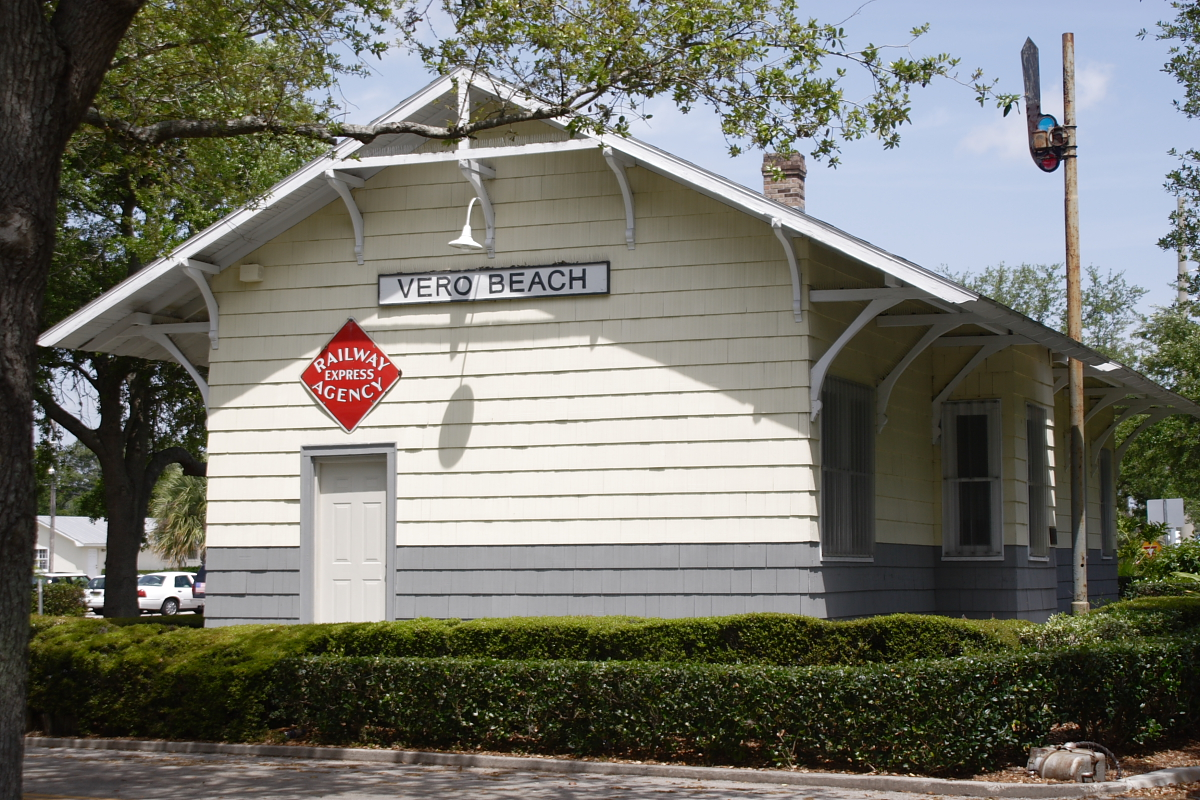
Železniční stanice Vero Beach

Vero Beach je město a sídlo okresu Indian River County na Floridě v USA. Podle údajů Úřadu amerického sčítání lidu z roku 2010 mělo město 15 220 obyvatel, v roce 2016 mělo 16 751 obyvatel.

## Klima
Vero Beach má vlhké subtropické podnebí, s horkými a vlhkými léty a teplými, slunnými a suchými zimami. Průměrná roční teplota je 22 °C, maximální teplota 27,4 °C a minimální teplota 17,8 °C.